# Erwin Wurm
Erwin Wurm (Bruck an der Mur, 1954) is een Oostenrijks kunstenaar. Hij woont en werkt in Wenen en Limberg in Oostenrijk, Hydra in Griekenland en New York in de Verenigde Staten. De werken van Wurm bevinden zich in collecties over de hele wereld, waaronder het Solomon R. Guggenheim Museum, Peggy Guggenheim Collection, Walker Art Center, Museum Ludwig, Kunstmuseum St. Gallen, Musée d'art contemporain de Lyon, Museum of Old and New Art, en het Centre Pompidou. Ook in het Belgische Middelheimmuseum zijn werken van Wurm te bezichtigen.